# Johannes Evangelista Goßner

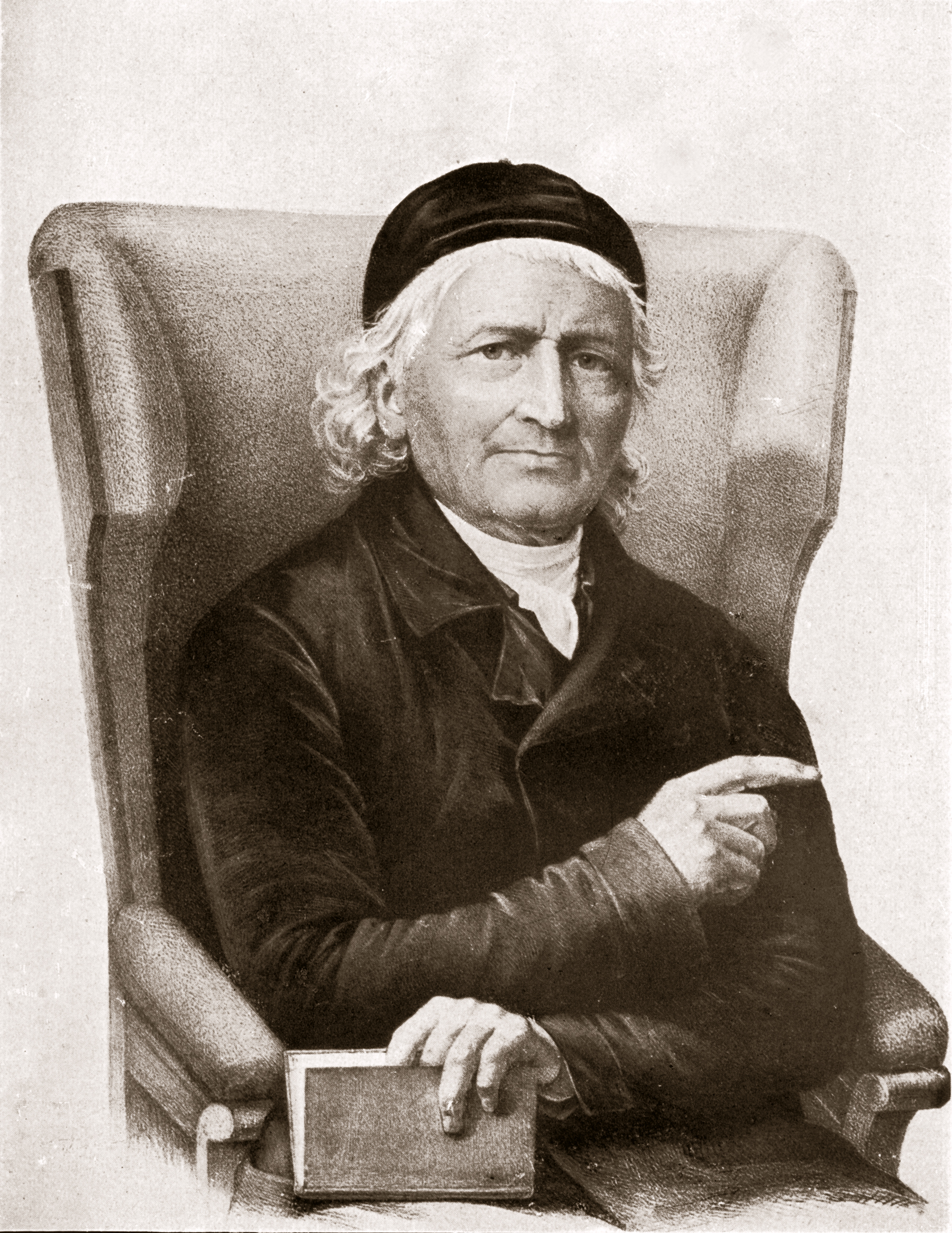
Johannes Goßner (Lithografie)

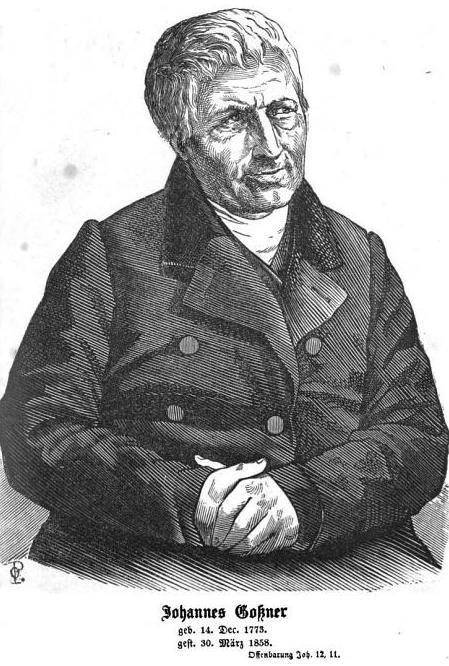
Johannes Goßner

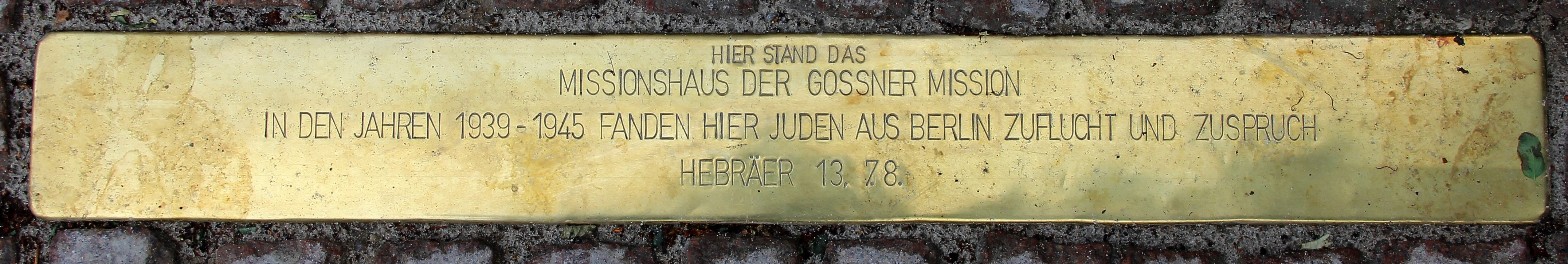
Stolperschwelle vor dem Haus, Handjerystraße 20a, in Berlin-Friedenau

Johannes Evangelista Goßner (* 14. Dezember 1773 in Hausen zwischen Günzburg und Krumbach; † 30. März 1858 in Berlin) war ein deutscher Autor, Pfarrer, Kirchenlieddichter und Missionar.
Goßner verstand sich zeitlebens als ein Prediger des christlichen Evangeliums – zunächst als Priester der römisch-katholischen Kirche, dann als evangelischer Pastor. Er erlangte bleibende Bedeutung als Schriftsteller und Autor zahlreicher Bücher und Schriften. Er wurde Stifter und Gründer von diakonischen und missionarischen Organisationen im In- und Ausland. Er war Seelsorger von Einzelnen und Gemeinden. Er führte Briefwechsel mit bedeutenden Persönlichkeiten des 19. Jahrhunderts. Er stand in engem Kontakt mit den von ihm entsandten Missionaren und Missionarinnen und betete für sie. Sein Denken und Glauben – Reden und Tun waren inspiriert durch die kirchlichen Erweckungsbewegungen des Landshuter Kreises um Bischof Johann Michael Sailer und Martin Boos sowie durch die Herrnhuter Brüdergemeine um Nikolaus von Zinzendorf.
Goßner gilt als der Vordenker, Begründer und unbequemer Mahner der Kirche für eine ganzheitliche Mission in Zeugnis und Dienst, Wort und Tat, innerhalb und – grenzüberschreitend – außerhalb der bestehenden Grenzen. Er bildete Handwerker zu Missionaren aus und sendete insgesamt 141 Missionar-Handwerker nach Australien, Neuseeland, Neuguinea, Samoa, Guatemala, Niederländisch-Indien, Südafrika, Westafrika, Mauritius, Tubai-Inseln, Nordamerika, Kanada und vor allem nach Indien.
Die nach ihm benannte Gossner Mission ist gegenwärtig strukturiert als Stiftung, die in Deutschland projektbezogene ökumenische Zusammenarbeit, Gemeinwesenarbeit und Industriemission fördert, sowie mit Partnern in Nepal, Sambia, Uganda und in Indien (dort mit der Gossner Evangelical-Lutheran Church in Chotanagpur and Assam, kurz GELC) zusammenarbeitet.

## Goßner in Bayern und Preußen (1773–1819)
Goßner wurde geboren am 14. Dezember 1773 in Hausen, Pfarrei Waldstetten, damals Landkreis Krumbach in Bayerisch-Schwaben, als Sohn fromm-katholischer Eltern. Er besuchte die Dorfschule in Waldstetten, das Gymnasium in Augsburg, die Universitäten Dillingen (Philosophie und Physik) und Ingolstadt (Theologie). Er erhielt die Priesterweihe am 9. Oktober 1796, setzte die Ausbildung am Priesterseminar Pfaffenhausen fort, ging als Kaplan nach Stoffenried und Neuburg.
Er las in dieser Zeit bereits fromme evangelische Schriftsteller wie Matthias Claudius und Gerhard Tersteegen und war tief beeindruckt von Johann Caspar Lavater. Mit ihnen überwand er das Denken der Aufklärung durch neue Aufmerksamkeit auf sein Empfinden. Bestimmend für sein Nachdenken wurden Begriffe wie Genießen, Freundschaft, Tugend, Religion. Mit dem Jahr 1798 begannen Annäherungen an die Überzeugungen der katholischen Erweckungsbewegung um Bischof Sailer und Martin Boos. Goßner wurde bewusst, dass er die Bibel im evangelischen Verständnis auslegte. Das brachte ihm Verdächtigungen und Nachstellungen und 1802 sogar das Priestergefängnis in Göggingen. Durch den Eingriff Napoleons in die deutschen Verhältnisse begannen 1803 in Bayern Modernisierungen sowie die Säkularisation kirchlicher Besitzstände. Minister Montgelas, ein aufklärerischer Reformer nunmehr im Dienste des Kurfürsten (bzw. seit 1806 Königs) von Bayern veranlasste paradoxerweise damit 1803 auch Goßners Rehabilitation und ermöglichte die Freiheit seiner Verkündigung. Goßner erhielt die Erlaubnis für die pfarramtliche Tätigkeit bis 1809 in Dirlewang.
Angesichts des Unheils, das die napoleonischen Kriege auch in Goßners Gemeinden anrichteten, bekamen Krankenpflege und soziale Dienste den gleichen Rang wie Seelsorge und Predigt. Goßner wurde durch zahlreiche Publikationen bekannt. Weltbekannt wurde sein Herzbüchlein („Das Herz des Menschen“). Nach einer schweren Erkrankung erhielt er 1811 einen Ruf nach Basel als Sekretär der überkonfessionellen Christentumsgesellschaft. Goßner überlegte den Übertritt zur evangelischen Kirche, verwarf diesen Gedanken aber wieder. Im selben Jahr wechselte er nach München wegen der Übernahme einer Stelle an der Frauenkirche. Seinen Schwerpunkt legte er auf Sonntagsschularbeit mit Kindern und Eltern.
Der Sieg über Napoleon und die Abmachungen des Wiener Kongresses 1815 und die einsetzende Restauration brachten für ihn erneut Nachstellungen durch die Jesuiten. Er fand 1819 eine Stelle als Gymnasialprofessor und Schulpfarrer in Düsseldorf, wo zuvor Martin Boos gewesen war. Dort erreichte ihn 1820 eine Berufung zum Pfarrer an die katholische Malteserkirche in Sankt Petersburg. Zar Alexander I., Mitbegründer der konservativ-restaurativen „Heiligen Allianz“, strebte eine geistliche Erneuerung für Russland an und erhoffte dies auch für die Russische Orthodoxe Kirche. Für dieses Vorhaben wurde ihm Goßner empfohlen.

## Goßner in Russland (1820–1824)
Goßner betonte auch in Russland die vorrangige Bedeutung der Erneuerung von Herz und Gesinnung der Menschen. Er suchte durch Predigt und Seelsorge über Persönlichkeiten des öffentlichen Lebens und auch auf die Orthodoxie Einfluss zu gewinnen. Er bedachte die Annäherung der Kirchen und Konfessionen für weite Teile Russlands. Sein Einfluss reichte bis nach Finnland. Die Verbindung von Seelsorge und Sozialarbeit überzeugte Diplomaten, Kaufleute und vor allem Verarmte. Seine Bibelstunden im Ballsaal waren überfüllt. Goßners Verständnis der Bibel und eine Übersetzung nahmen seine Gegner zum Anlass, seine Entfernung aus dem Dienst zu betreiben und ihn zu denunzieren. Auf Anordnung von Fürst Metternich musste der Zar Alexander I. 1824 die Ausweisung Goßners aus Russland verfügen.
Lebenslang trug Goßner an dem Verlust seines segensreichen Wirkungsfeldes in St. Petersburg. Er vermochte nicht nachzuvollziehen, dass er mit seiner lauteren Gesinnung den sich selbst als christlich deklarierten Herrschaften nicht ins Konzept passte. Sein Vermächtnis an die verlassene Goßnergemeinde sind das Lied Segne und behüte und die Bücher Schatzkästchen sowie Goldkörner von 1825. Bis zu seinem Lebensende stand er in persönlicher Verbindung mit der Gemeinde in St. Petersburg.

## Goßner auf der Suche (1824–1826)
Gebrandmarkt als politisch Verfolgter, konnte Goßner keine feste Anstellung erhalten. Er fand Aufnahme bei Freunden und Gönnern in Hamburg und Altona, in Leipzig und auf Gütern des deutschen Adels. Er wirkte als Prediger und Seelsorger, korrespondierte und publizierte unverdrossen seine Einsichten. Gemeinsam mit Johann Heinrich Tscherlitzky gab er eine Liedsammlung heraus, in der zum ersten Mal eine Melodie von Dmytro Bortnjanskyj, die Goßner in Russland kennengelernt hatte, mit der Choralstrophe Ich bete an die Macht der Liebe von Gerhard Tersteegen verbunden wurde.
Nach dem Tod des katholischen Priesters Martin Boos gelang es ihm, einen großen Teil von dessen umfangreicher Korrespondenz zu sammeln. Damit konnte er Boos’ Leben in einem 800-Seiten-Werk dokumentieren und schuf die Grundlage für zahlreiche, in den folgenden Jahrzehnten herausgegebene kürzere Darstellungen von Boos’ Leben (1826).
In Schlesien kam es zur Begegnung mit den Kerngemeinden der Brüdergemeine. Nach dortigem Brauch ließ er das Los über eine Mitgliedschaft in der Brüderunität entscheiden. Er erhielt die Bestätigung nicht. Da vollzog er nach langen Jahren inneren Ringens in Königshain (Schlesien) am 23. Juli 1826 durch Teilnahme am evangelischen Abendmahl den Übertritt zur Evangelischen Kirche in Preußen. Er folgte zunächst weiteren Einladungen zu evangelischen Hausgemeinden auf Gütern in Pommern und Ostpreußen. Vergeblich bewarb er sich als Pfarrer bei der freien Gemeinde Korntal. Seine Freunde rieten ihm, sich um eine Anerkennung als evangelischer Prediger in Berlin zu bewerben. Er folgte einer Einladung der Familie von Schönberg nach Berlin und wohnte ab 12. Oktober 1826 in deren Haus. Sie ebneten ihm den behördlichen Weg für seine künftige Tätigkeit.
Anfang Dezember zog Goßner in eine eigene Wohnung in der Brüderstraße, wohin er Maria Ida (Itta, Idda) Bauberger, seine Haushälterin seit 1803, aus Leipzig nachkommen ließ und mit ihr die Köchin Nanni aus Bayern.

## Goßner auf der Suche nach einer Pfarrstelle in Berlin (1826–1829)
Goßner stellte den Antrag auf Übernahme als Pfarrer im Dienst der evangelischen Kirche am 12. Januar 1827 beim Evangelischen Konsistorium in Berlin. Der inzwischen weit bekannte Theologe und Prediger musste ein vollständiges Kirchenexamen ablegen, was am 17. Dezember 1827 geschah und ihm am 24. Januar 1828 beurkundet wurde. Nachdem eine erste Bewerbung an der Bethlehemskirche nicht zur Anstellung geführt hatte, übernahm er Dienste als Hilfsprediger, zunächst an der Sophienkirche im neuen Pfarrbezirk vor dem Hamburger Tor zu Berlin.
Die Ortspfarrer verweigerten die Zusammenarbeit, deshalb wurde er ab Mai 1827 Hilfsprediger in der Luisenstadtkirche. Er bezog eine Mietwohnung in der Alten Jakobstraße 102, wo er hautnah das Elend der Menschen in den Vorstädten Berlins erlebte. Er erkannte zunächst die Notwendigkeit zur Einrichtung von Kleinkinderbewahranstalten und wurde Mitbegründer dieser ersten christlichen Sozialeinrichtungen. So geschah es auch durch Goßners weitere Wechsel zur St. Georgen- und Elisabethgemeinde. Die Kirche erhielt den Namen der Kronprinzessin Elisabeth Ludovika von Bayern, welche mit Kronprinz Friedrich Wilhelm verheiratet war und 1823 in Berlin und Potsdam wohnte. Sie war vom Elend in den Vorstädten Berlins tief berührt und blieb es auch als Königin ab 1840 an der Seite von Friedrich Wilhelm IV.
Ihrem Einfluss war es zu verdanken, dass auch die glaubenserweckten Kreise des Hofes die neu entstehenden Werke christlicher Nächstenliebe unterstützten. Man bezeichnete diesen Kreis der konservativ-königstreuen christlich-wohltätig gesinnten als „Kamarilla“. Unter Wilhelm I., dem Nachfolger von Friedrich Wilhelm IV., wurde deren Einfluss zurückgedrängt. Elisabeth verspürte eine besondere Nähe zu Goßner, der wie sie selbst katholisch erzogen und aus freiem Entschluss und evangelischer Gesinnung konvertierte; der wie sie selbst die bayerische Mundart pflegte, auf Herzensbildung wert legte und trotz Krankheit mit immer wieder neuer Tatkraft im Sinne christlicher Nächstenliebe handelte; der wie sie sich nicht auf das offene Feld politischer Auseinandersetzungen locken ließ und sich selten direkt zu den wechselnden politischen Ereignissen äußerte.
Beide waren nicht beliebt in der prunksüchtigen Hauptstadt. Ihr Anliegen bestand in einer Lebensführung nach der Ordnung des Reiches Gottes und weniger nach den Ordnungen der Kirche und der politischen Systeme. Vielmehr blieben sie den Menschen in ihren leiblichen und seelischen Nöten zugewendet.
Goßner wandte sich immer wieder neuen Aufgaben zu, je nachdem wohin es ihn in den Jahren von 1827 bis 1829 bei der Suche nach einer festen Anstellung verschlug. Er wirkte als Gefängnispfarrer und Prediger der Kottwitzschen Anstalten. Er besuchte die Kranken in den verwahrlosten Wohnungen und richtete Kindergottesdienste in der Alexanderkaserne ein. Kirchliche Vertreter sahen darin Protest und Provokation. Eigentlich konnte Goßner nicht verstehen, dass 1828 nur noch zwei Berliner Pfarrer ihre Kanzeln für ihn freigaben: Stobwasser (Brüdergemeine) und Schleiermacher (Dreifaltigkeitskirche).
Goßner bekannte sich in einem Brief als „berlin-müde“ – aber missionsmüde war er nicht. Wie zwei Jahre zuvor war die Bethlehemskirche zur Besetzung freigegeben, wieder bewarb sich Goßner. Am 31. März 1829 – dem Beginn der Karwoche – wurde Goßner als „zeitweiliger Prediger“ der Bethlehemskirche ordiniert. Sie stand seit 1737 unter königlichem Patronat und war eine böhmisch-lutherische und böhmisch-reformierte Simultankirche. Ihre Gemeinde war interkonfessionell und durch Ausländer geprägt. Mit dem Dienst für den böhmisch-mährischen und den reformierten Teil der Gemeinde bekam Goßner den lutherischen Teil der Gemeinde zugewiesen. In seiner Antrittspredigt zog er eine Bilanz seines bisherigen Lebensweges in Bayern, Preußen und Russland. Goßner bezog das Pastorat der Bethlehemskirche in der Wilhelmstraße 29. Er blieb dort für 15 Jahre, die längste Zeit eines ständigen Aufenthalts Goßners an einem Ort.

## Goßner als Prediger an der Bethlehemskirche (1829–1846)
Goßner war Nachfolger von Pastor Johannes Jaenicke, dem Prediger der Böhmischen Gemeinde in Berlin. Jaenicke hatte 1800 eine erste Berliner Missionsanstalt und eine Bibelgesellschaft gegründet. 1824 kam es zur Neugründung einer „Gesellschaft zur Beförderung der Ev. Missionen unter den Heiden“, die als „Berliner Missionswerk“ noch heute besteht. Jaenicke gehörte zum Komitee. Die Missions- und Bibelschule von Jaenicke unter Leitung von dessen Schwiegersohn Magister Rückert nach dem Tod Jaenickes 1827 blieb jedoch bis zu ihrer Schließung 1849 selbständig. Auch Rückert hatte sich 1829 um die Pfarrstelle an der Bethlehemskirche beworben. Goßner bekam sie und Rückert reagierte seine Enttäuschung bei Goßner ab.
Wie der Gründer Jaenicke, Pfarrer der Lutherisch-Böhmischen Gemeinde der Bethlehemskirche und berufenes Mitglied im Komitee der Berliner Mission war, so wurde auch Goßner als dessen Nachfolger 1831 in das Komitee der „Berliner Mission“ berufen. In seiner Predigt zur Aussendung von deren ersten Missionaren am 29. Mai 1833 in der Dreifaltigkeitskirche auf der Kanzel Schleiermachers, plädierte Goßner für eine Kirche, die die Sache der Mission zu ihrer eigenen Sache macht und nicht Vereinen überlassen sollte. Erstmals hat er den Gedanken der Integration von Kirche und Mission vorgetragen.
Enttäuschungen über die Nachgiebigkeit im Komitee gegenüber dem Druck der Administration auf die Berliner Mission bewogen Goßner bald zur Zurückhaltung gegenüber dem Komitee. Am Anliegen der Mission hielt er aber fest und gründete 1834 die Zeitschrift Die Biene auf dem Missionsfelde. Er informierte und warb darin für den Gedanken der „Äußeren Mission“, von dem er trotz seiner Enttäuschung mit „Berlin I“ nicht lassen mochte. Seinen Austritt aus dem Komitee vollzog er 1836. Seinen missionarischen Arbeitsschwerpunkt hatte er in Sozialarbeit und Armenfürsorge als „Innere Mission“ gefunden. Er gründete den Verein zur Förderung von Kinderwarteanstalten. Er war an der Gründung der ersten sieben Kinderwarteanstalten seit seiner Ankunft in Berlin 1826 maßgeblich beteiligt. In seinen Gedanken sind Innere und Äußere Mission die beiden „Zwillingsschwestern und Lieblingstöchter Jesu“.

## Goßners ganzheitliche Mission (1836)
Goßner gründete erstmals Krankenpflege- und Krankenbesuchsvereine. Zuerst entstand einer für Männer am 9. September 1833 in der Mauerstraße 85, am 16. November 1833 ein Verein auch für Frauen in Goßners Pfarramt. Dieser Verein erwarb mit Unterstützung von Kronprinzessin Elisabeth 1836 in der Hirschelstraße eine Wohnung, die als Krankenstuben mit 15 Betten eingerichtet wurden. So begann die Geschichte des Elisabeth-Kinder-Hospital, heute Evangelisches Krankenhaus Königin Elisabeth Herzberge. Gleichzeitig vertiefte er unermüdlich durch seine „Biene“ das Interesse und die Verantwortung für die grenzüberschreitende Mission.
Darum erkannte Goßner keinen Zufall darin, dass sich im gleichen Jahr, am 12. Dezember 1836, erstmals sechs junge Handwerker für eine Missionarsausbildung bei ihm, nicht bei der „Berlinischen“ und nicht bei der „Berliner“ meldeten. Dies war die Geburtsstunde der Goßner Mission. Ihr „eigenthümlicher Zweck“ war es: „aus dem Handwerks- und jedem andern Stande junge Männer auf einem kürzern und minder kostspieligen Wege als gewöhnlich zu geschehen pflegt, zu Gehülfen der Mission, zu Diakonen, Katecheten, Schullehrern und Mitarbeitern am heiligen Werke auszubilden, und hie und da, wo man ihrer bedarf, eine Lücke auszufüllen […]“. Sie sollten nach dem Vorbild der Herrnhuter Brüdergemeine „unter der Präsidentschaft Jesu Christi“ in „apostolischer, ungebundener Weise und demütiger Einfalt“ wirken.

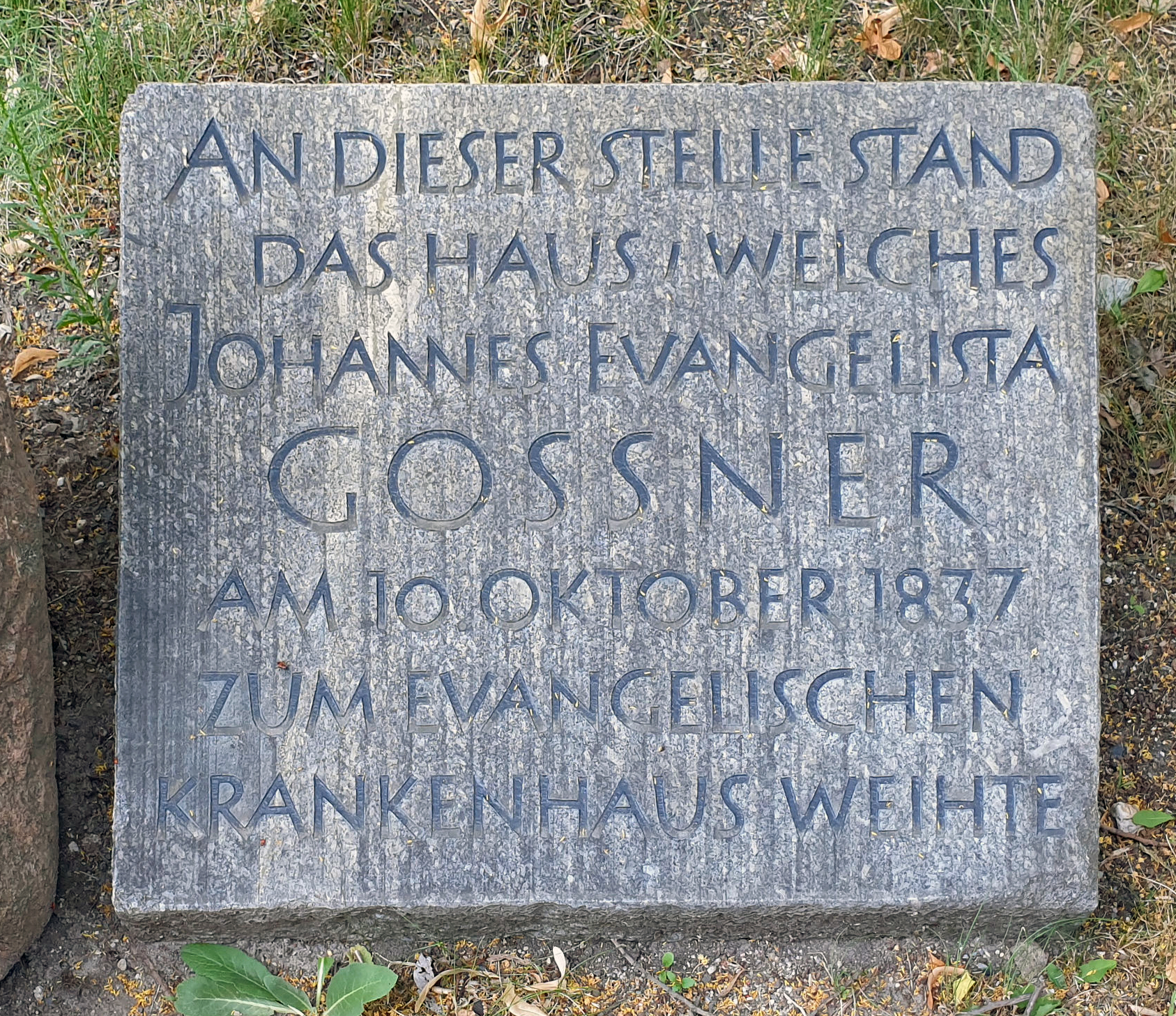
Gedenktafel an der heutigen Evangelische Elisabeth Klinik, in Berlin-Tiergarten

Nach Zugewinn von sechs weiteren Kandidaten und beendeter Ausbildung wurden sie am 9. Juli 1837 von der Bethlehemskirche aus zum Dienst ausgesendet. Am 18. Oktober 1837 wurde dann das Elisabeth-Krankenhaus, heute die Evangelische Elisabeth Klinik, vor dem Potsdamer Tor mit 40 Betten als erstes evangelisches Krankenhaus in Berlin eingeweiht. Hier erhielten Frauen eine Ausbildung als Pflegerin und als Frauen der Missionare Gossners. Gossner verfasste zu diesem Anlass eine sechzehnseitige Schrift mit dem Titel: „Wie müssen christliche Krankenpflegerinnen oder evangelische barmherzige Schwestern beschaffen sein?“ Goßner sah in dieser programmatischen Schrift das Gleichnis vom Barmherzigen Samaritaner aus dem Lukasevangelium als wichtigste Grundlage für eine Tätigkeit in der Krankenpflege.
Im Jahr 1838 berichtete Großner vom Eintritt dreier Frauen in das Elisabeth-Krankenhaus, die sich für den Dienst in der Mission ausbilden ließen, im Jahr 1842 waren es bereits zwölf „Missionsgehülfinnen“, die in die „Heidenwelt“ nach Ostindien berufen worden waren. Bis zu Goßners Tod 1858 waren von den insgesamt 160 ausgebildeten Schwestern 22 in die äußere Mission gegangen.
Nicht nur die sichtbare Zusammengehörigkeit von Mission innen und außen, sondern auch der Weg dorthin, kennzeichnen Gossners Vorgehensweise. Er wartete auf den Auftrag, der ihm durch Menschen entgegengebracht wird. Als die Menschen sich melden, findet er auch – mit Erfolg – die Möglichkeiten einer materiellen Verwirklichung für das, was aus geistlichen Gründen angestrebt wurde. Hier sind es das Krankenhaus und die Anfänge des Missionsseminars. Weil beide Gründungen sich nahezu zeitgleich in den Jahren 1836 und 1837 ereigneten, sah Goßner darin eine Fügung und Bestätigung seiner Erkenntnisse über ganzheitliche Mission. Goßner hat bis zu seinem Lebensende die Krankenhausleitung und die Missionsleitung in seinen Händen behalten. Er bezog auch deshalb eine Sommerwohnung auf dem Grundstück des Elisabethkrankenhauses in Berlin vor dem Potsdamer Tor.
Goßner bezeichnete seine Stiftungen und Gründungen als Glaubenswerke der ganzheitlichen Mission, die er als Botschaft der Bibel vernommen hatte. Diese Sichtweise war nur wenig dem öffentlich-rechtlichen Denken zu vermitteln. In der Öffentlichkeit wurde Goßner als „Seelenverkäufer“ diskreditiert. Im Rechtlichen begann ein fünfjähriger Streit mit dem Konsistorium um die Notwendigkeit einer besonderen Rechtsform für die Anerkennung der Ausbildung, Entsendungen, Ordinationen und Geldsammlungen. Erst am 28. Juni 1842 fand sich Goßner mit einem Statut für den „Evangelischen Missionsverein zur Ausbreitung des Christentums unter den Eingeborenen der Heidenländer“ bereit und beugte sich den staatlichen Vorgaben.
Nun konnten Gossners Missionare auch Missionsstationen gründen. Es entstehen „Gossner-Gemeinden“. Zuvor waren Gossners Missionare, vorrangig Handwerker zum Dienst bei anderen Gesellschaften, Vereinen und Kirchen im Ausland, bestimmt worden. Gossners Kontakte wurden international. Gossner lernte seit 1843 Englisch – ungewöhnlich für einen Siebzigjährigen. Er gab dem Kleinen Missionsverein der Bethlehemskirche den Charakter eines Hilfskomitees in der Heimat für seine Missionsarbeit. Zusätzlich zur „Biene“ gab er seit 1843 für die Heimatarbeit der Mission in den Hausgemeinden die Zeitschrift „Der Christliche Hausfreund“ heraus.

## Goßners Glaubensbewegung und Gemeindegründungen (1837–1847)
Um Goßner hatte sich eine Personalgemeinde, vorwiegend aus Schöneberg, Berlin-Moabit und aus der Krankenseelsorge gebildet. In der überfüllten Kirche konnte bald die Sitzordnung nach Bekenntnissen und Konfessionen nicht mehr eingehalten werden. Unter seine Kanzel kamen Professoren, Studenten, Handwerker, Offiziere und Beamte, Adelige, Bürger, Arbeiter, Arbeitslose und Obdachlose, Reiche und Arme, aus allen Berufsgruppen und Ständen und Klassen, Kinder, Eltern und Großeltern. Das ergab sich auch aus einer Schilderung des Trauerzuges bei seiner Beerdigung am 3. April 1858.
Bei dieser entstehenden Glaubensbewegung um Goßner gerieten folgerichtig die vorgegebenen Regeln für ein übersichtlich geordnetes Kirchenwesen in Bewegung. Gemeindeaufsicht und Schulaufsicht, Missionsleben und Kirchenordnung gerieten bis zur Zerreißprobe in Widerspruch mit der aufsichtsführenden Behörde. Schließlich stellte Goßner den Antrag auf Verselbständigung der Bethlehemsgemeinde. Das Konsistorium verweigerte die Zustimmung. Da war es für Goßner an der Zeit, das Ersuchen um Versetzung in den Ruhestand zu stellen.
Goßners Verhalten begegnet wieder in den Lebensgeschichten seiner Missionare und deren Umgang mit den Ordnungen von Kirche und Staat und den Regeln in der Gesellschaft. Die Missionare Goßners sind geprägt durch ihre Suche nach einer Gestaltung aus dem lebensschaffenden Geist. Goßner ermutigte sie zur Überwindung des Buchstabens durch den Geist. Goßner trat für Glaubensmission ein, war zurückhaltend gegenüber Kirchenmission und lehnte Kolonialmission ab.
Goßners Gesuch um Versetzung in den Ruhestand ging beim Konsistorium am 11. Februar 1846 ein und erhielt erst am 10. April 1847 die Zustimmung. Goßner zog nun für seine letzten elf Jahre in das Gartenhaus in der Potsdamer Straße Nummer 119. Nun konnte er sich noch intensiver der Betreuung des Elisabeth-Krankenhauses widmen. Zwanzig Jahre später – zehn Jahre nach seinem Tod – wurde es zur Kernzelle einer Goßnergemeinde unter dem Namen „Elisabeth-Diakonissen- und Krankenhaus“ mit einem Sonderstatus innerhalb der Parochie um die Matthäuskirche.
Am 25. Oktober 1850 starb nach schwerem Leiden seine Lebensgefährtin Maria Ida Bauberger. Ihr Vermögen bestimmt sie für Goßners Missionsanstalten. Schwester Alwine betreute Goßner bis zu dessen Tod 1858.

## Goßner im tätigen Ruhestand als „Missions- und Kirchenvater“ (1848–1858)
In seinem Ruhestand sendete Gossner noch 29 Missionare auch in neue Gebiete nach Java, Neuguinea, Südafrika, Polynesien, Neuseeland, Mauritius aus. Insgesamt hat er 141 Missionare ausgebildet und entsendet. Eine große Gefährdung seiner Arbeit sah er in der Revolution von 1848, die die großherzigen Spender des Adels und Bürgertums von Berlin vertrieb. Er mahnte sie zur Rückkehr.
Er mahnte auch die Obrigkeit zum Einschreiten und Durchgreifen, damit Ruhe und Ordnung wiederhergestellt werden. So hätte auch die Kamarilla votieren können, doch Goßners Name erscheint dort nicht. Wohl gab es dort Goßnerfreunde, aber angefreundet hat er sich nicht mit den politischen Geschäften. Goßner, der in verschiedenen politischen Systemen gelebt und gelitten hatte, beharrte angesichts der Leiden der Menschen und des Scheiterns der Systeme auf der biblischen Weisung, Gutes zu tun, Gott zu fürchten und den König zu ehren (1 Petr 2,15–17 ).
So erbaulich Goßner in seinem literarischen Schaffen und sorgfältig durchformulierten Predigten dem Leser entgegenkommt, so temperamentvoll bis cholerisch äußerte er sich in Briefen, Notizen und bei persönlichen Begegnungen. Das Königshaus verschonte er nicht mit geistlichen Vermahnungen.
1849 taufte Goßner auf besonderen Wunsch des späteren preußischen Ministerpräsidenten und Reichskanzlers Otto von Bismarck dessen erstgeborenen Sohn Herbert.
Befürchtungen über den Fortbestand der Missionsfelder in Indien entstanden bei Goßner erneut bei Ausbruch und mit dem Ende des Militäraufstandes in Indien 1857. Die siegreichen Engländer machten Indien zur britischen Kronkolonie. Er bat die englischen Missionsfreunde um Übernahme der Verantwortung für das Missionsfeld in Chotanagpur (Indien). Doch diese reagierten nicht.
Die Sorge um die Zukunft seiner Glaubenswerke konnte Goßner dem Generalsuperintendenten Carl Büchsel anvertrauen. Dieser war Pfarrer der Ortsgemeinde St. Matthäus, in deren Zuzugsgebiet Goßner wohnte. Auf Bitten Goßners übernahm Büchsel die Leitung der Stiftungen, Gründungen und Pflanzungen. Die Übergabe erfolgte am Sonntag Palmarum 1858, dem Tag seiner Einführung als „zeitweiliger“ Prediger an der Bethlehemskirche 1829. Büchsels Bereitschaft zeigt, wie Glaube und Geist, Charisma und Autorität Goßners bis in sein hohes Alter wirkten.
Am Tag darauf, also am Montag, dem 29. März 1858, bekam Goßner heftiges Nierenbluten. Am Dienstag, dem 30. März reichte ihm Carl Büchsel das Abendmahl. Zur Mittagsstunde des 30. März 1858 starb Johannes Evangelista Goßner. Während der Stillen Woche blieb er aufgebahrt in seinem Gartenhaus. Am Karfreitag, 2. April 1858 hielt Missionar Schatz dort den Aussegnungsgottesdienst und begleitete den Sarg zur Bethlehemskirche, wo die Aufbahrung nachmittags erfolgte.
Am Karsamstag begann um 16.00 Uhr die gottesdienstliche Feier. Nach deren Beendigung bewegte sich der Trauerzug durch die traditionsreiche Wilhelmstraße. An den Friedhöfen vor dem Halleschen Tor erwartete den unübersehbaren Trauerzug ein Posaunenchor. Er gab Geleit zum Jerusalemsfriedhof bis an die Grenze des Friedhofs der Böhmischen Gemeinde. Goßner wurde an der Seite von Ida Bauberger beigesetzt. Die Grabrede hielt Generalsuperintendent Büchsel:

„Er hat zurecht gebetet die Mauern des Krankenhauses, er hat zurecht gebetet die Herzen der Schwestern in dem Krankenhause, er hat zurecht gebetet die Herzen der Reichen, daß sie ihre Hand haben aufgetan weit über die Grenzen unseres Vaterlandes hinaus, er hat zurecht gebetet die Missionsstation in Indien und hier auf Erden, er hat durch sein Gebet gehalten und getragen in den Versuchungen und Gefahren die Herzen der Missionare, er hat durch sein Gebet das Werk begossen und begleitet weit in alle Welt hinein. Nicht bloß hier am Grab stehen seine geistlichen Kinder, sondern er hat seine Kinder gehabt reichlich ausgebreitet weit hin über unser Vaterland hinaus. Der alte Goßner ist ein Beter gewesen.“

Bei der erhaltenen Grabstätte handelt es sich um ein Wandgrab mit Inschriftentafeln an der Ostmauer von Feld 3 des Friedhofs. Eine Gittereinfassung umgibt das Grabfeld.

## Gedenktag
30. März im Evangelischen Namenkalender.

## Werke
- Das Herz des Menschen: Ein Tempel Gottes oder eine Werkstätte des Satans. In zehn Figuren sinnbildlich dargestellt. Zur Erweckung und Beförderung des christlichen Sinnes, Augsburg, 2. Aufl. 1813
- Evangelische Hauskanzel: Auslegung und Erklärung der Sonn- und Festtäglichen Evangelien des Kirchenjahres, 1843.